# François Schirm
 (octobre 2010).
Si vous disposez d'ouvrages ou d'articles de référence ou si vous connaissez des sites web de qualité traitant du thème abordé ici, merci de compléter l'article en donnant les références utiles à sa vérifiabilité et en les liant à la section « Notes et références ».
François Schirm né à Budapest (Hongrie) en 1932, et mort à Laval (Québec) le 3 août 2014,,, est un militant du Front de libération du Québec surnommé « le général ».

## Biographie
Né à Budapest en Hongrie, il se réfugie en France après la Seconde Guerre mondiale et s'engage dans la Légion étrangère à l'âge de 18 ans. Il est déployé en Indochine pour lutter contre le Viêt Minh puis en Algérie contre le Front de libération nationale. Dégoûté de ces guerres coloniales, il quitte la Légion en 1956 et émigre à Montréal. Il travaille comme ouvrier du bâtiment, suit un cours de mécanicien diesel, et devient agent de sécurité puis veilleur de nuit. Conscient d'être exploité comme travailleur francophone, il adhère au Rassemblement pour l'indépendance nationale et noue des contacts avec des militants du Front de libération du Québec (FLQ).
A l'été 1964, il fonde l'Armée révolutionnaire du Québec avec deux anciens militaires de l'armée canadienne. L'A.R.Q. remplace l'Armée de libération du Québec comme aile militaire du Front de libération du Québec à la suite de son démantèlement.
Au sein de l'Armée révolutionnaire du Québec, Schirm prend la tête d'un groupe impatient de passer à l'action. En juillet 1964, il ouvre un camp d'entraînement en forêt près du village de Saint-Boniface-de-Shawinigan en Mauricie, à 150 km de Montréal, avec l'intention d'implanter un premier foyer de guérilla au Québec. Cette initiative est critiquée et taxée d'aventurisme par ceux qui veulent préparer avec réalisme l'action directe.
Le 29 août 1964, un commando de l'ARQ dirigé par Schirm tente d’effectuer un vol d'armes dans une armurerie de Montréal. Averti par un employé deux policiers en patrouille dans le secteur arrivent sur les lieux et une fusillade éclate. Un des policiers abat accidentellement un des employés de l'armurerie M. Alfred Pinisch tandis que le gérant est accidentellement tué par un membre du commando.
Quatre des auteurs du vol sont rapidement capturés, dont Schirm, blessé d'une balle à la cuisse lors de la fusillade. Le cinquième, Edmond Guénette, parvient à s'enfuir mais est arrêté trois jours plus tard dans le camp de l'ARQ à Saint-Boniface. 
À l'issue du procès, Schirm et Guénette sont condamnés à mort, un cas unique dans les annales du FLQ. Ils passent trois ans dans les cellules des condamnés à mort et, après un nouveau procès, sont condamnés à la prison à vie.
François Schirm passe près de 14 ans derrière les barreaux, la plus longue durée pour un militant du FLQ. Ayant refusé d'être déporté en Europe en 1974, il n'est libéré sous conditions, de jour, qu'en 1978. Pendant toutes ces années, il continue de répéter ce qu'il avait déclaré à l'issue de son procès: « Comme révolutionnaire, j'ai été prêt à donner ma vie et je suis encore prêt à la donner pour la libération du peuple du Québec. »
Lors de la crise d'Octobre, le Manifeste du FLQ (en) réclame sa libération immédiate, et celles d'autres felquistes emprisonnés.
Le fonds d'archives de François Schirm est conservé au centre d'archives de Montréal de Bibliothèque et Archives nationales du Québec.